# Rockaway (New Jersey)
Rockaway est une commune du comté de Morris dans le New Jersey aux États-Unis. Sa population est de 6 473 habitants (2000).

## Géographie
La superficie est de 5,5 km2 dont 5,4 km2 de terres

## Démographie (2000)
- Population : 6 473
- Densité de population : 1 195,8 hab./km2
- Nombre de foyers : 2 445
- Nombre de familles : 1 709
- Composition ethnique : blancs 87,8 % noirs 1,4 %, amérindiens 0,2 %, asiatiques 6,4 %, autres ou mixtes 4 %, latinos 9,4 %
- Revenu per capita : 26 500 dollars
- Taux de pauvreté : 5 %